# Sijka Kelbečeva
Sijka Kelbečeva, coniugata Barbulova (in bulgaro Сийка Келбечева-Барбулова?; Rudozem, 1º dicembre 1951), è un'ex canottiera bulgara.

## Palmarès

### Olimpiadi
- 2 medaglie:
  - 1 oro (Montréal 1976 nel due senza)
  - 1 bronzo (Mosca 1980 nel due senza)